# 2025
Năm 2025 (MMXXV) là một năm hiện tại và thường bắt đầu vào Thứ Tư của lịch Gregory, là năm thứ 2025 của Công nguyên hay Anno Domini, năm thứ 25 của thiên niên kỷ 3 và thế kỷ 21, và là năm thứ sáu của thập niên 2020. 2025 cũng sẽ là năm chính phương đầu tiên và duy nhất của thế kỷ 21 kể từ năm 1936, vì 2025 là bình phương của 45.

## Sự kiện

### Tháng 1
- 1 – 16 tháng 1: Việt Nam chính thức dừng phát sóng 17 kênh truyền hình gồm Quốc hội, các kênh VTC, VOVTV, Nhân Dân và Thông tấn để chuyển toàn bộ chức năng và nhiệm vụ của kênh có liên quan đến Đài Truyền hình Việt Nam theo thông báo ngày 5 tháng 12 năm 2024 của chính phủ về việc bắt đầu quá trình sắp xếp cơ quan báo chí thuộc Chính phủ.
- 1 tháng 1:
  - Bulgaria và Romania dỡ bỏ kiểm soát biên giới đất liền trong Khu vực Schengen.[2]
  - Thế hệ Beta chính thức bắt đầu, tiếp nối thế hệ Alpha.
  - Liechtenstein trở thành quốc gia thứ 39 hợp pháp hóa hôn nhân cùng giới.[3]
  - Huế chính thức trở thành thành phố trực thuộc trung ương thứ sáu của Việt Nam.[4]
  - Khủng bố ở New Orleans, một chiếc xe  lao vào đám đông trên phố Bourbon, vào đêm giao thừa khiến ít nhất 10 người thiệt mạng và 30 người bị thương.[5]
  - KC Global Media chính thức dừng cung cấp kênh Animax tại Việt Nam.
- 4 tháng 1: Thủ tướng Áo, Karl Nehammer tuyên bố từ chức.[6]
- 5 tháng 1: Việt Nam chiến thắng Giải vô địch bóng đá ASEAN 2024.
- 6 tháng 1: Indonesia trở thành thành viên thứ 10 của BRICS.[7][8]
- 7 tháng 1:
  - Một trận động đất mạnh 7,1 độ richter xảy ra ở Tây Tạng, Trung Quốc khiến ít nhất 126 người thiệt mạng và 338 người bị thương.[9][10]
  - Vùng Đại Los Angeles trải qua những trận cháy rừng tàn khốc nhất trong lịch sử, do hạn hán kéo dài. Hơn 13.000 công trình bị phá hủy, ít nhất 29 người thiệt mạng, 180.000 người phải sơ tán.[11][12]
- 9 tháng 1: Tổng tư lệnh Lực lượng vũ trang Liban, Joseph Aoun được quốc hội bầu làm tổng thống thứ 14 của Liban, chấm dứt tình trạng khoảng trống quyền lực kéo dài hơn hai năm.[13]
- 10 tháng 1: Cơ quan Biến đổi Khí hậu Copernicus Châu Âu báo cáo rằng năm 2024 là năm nóng nhất thế giới được ghi nhận.[14]
- 11 tháng 1: IFT-7 được lên kế hoạch phóng, đánh dấu lần ra mắt của tàu vũ trụ SpaceX Starship Giai đoạn 2.[15]
- 12 tháng 1: Bầu cử tổng thống Croatia 2024–25: Zoran Milanović tái đắc cử nhiệm kỳ thứ hai.[16]
- 13 tháng 1:
  - Đại hội Thể thao Đại học Mùa Đông Thế giới 2025 tổ chức tại Torino, Ý.
  - Sao chổi C/2024 G3 có khả năng vượt qua điểm cận nhật, đạt đến độ sáng -2.0 hoặc cao hơn và có thể nhìn thấy bằng mắt thường.[17]
- 14 tháng 1 – 2 tháng 2: Giải vô địch bóng ném nam thế giới 2025 tổ chức tại Croatia, Đan Mạch và Na Uy.[18][19]
- 15 tháng 1: 
  - Tổng thống Hàn Quốc Yoon Suk Yeol bị bắt giữ.[20]
  - Chiến tranh Gaza: Israel và Hamas thống nhất một thỏa thuận ngừng bắn nhằm chấm dứt xung đột, trao đổi con tin Israel và tù nhân Palestine, cho phép viện trợ quốc tế. Thỏa thuận này có hiệu lực vào ngày 19 tháng 1.[21]
  - Colossal Biosciences và Đại học Melbourne tạo ra tử cung nhân tạo đầu tiên trên thế giới ở động vật có túi như một phần trong dự án hướng tới việc hồi sinh loài chó sói túi.[22]
  - Đài Truyền hình Kỹ thuật số VTC chính thức giải thể.
- 16 tháng 1:
  - Blue Origin phóng thành công tên lửa đẩy hạng nặng New Glenn trong lần thử đầu tiên.[23][24]
  - Cuộc tổng tuyển cử Vanuatu năm 2025.[25]
  - Quân đội Giải phóng Quốc gia (ELN) phát động nhiều cuộc tấn công vào khu vực Catatumbo, đông bắc Colombia. Hơn 100 người thiệt mạng trong các cuộc đụng độ.[26]
- 18 tháng 1:
  - 98 người thiệt mạng trong vụ nổ xe chở nhiên liệu gần Suleja, bang Niger, Nigeria.[27][28]
  - Hai thẩm phán Sharia bị ám sát trong phòng làm việc tại Tòa án Tối cao Iran ở thủ đô Tehran. Tay súng đã làm bị thương hai người khác và tự sát sau đó.[29]
- 19 tháng 1: Chiến tranh Gaza: Lệnh ngừng bắn bắt đầu có hiệu lực, duy trì cho đến đợt tấn công bất ngờ của Israel ngày 18 tháng 3.[30]
- 20 tháng 1: Donald Trump trở thành tổng thống thứ 47 của Hoa Kỳ, kế nhiệm ông Joe Biden.
- 21 tháng 1: 78 người thiệt mạng sau khi một vụ hỏa hoạn bùng phát tại một khách sạn ở khu nghỉ dưỡng trượt tuyết Kartalkaya, Thổ Nhĩ Kỳ.[31]
- 23 tháng 1: Hôn nhân đồng giới chính thức được hợp pháp hóa tại Thái Lan.[32]

- 24 tháng 1:
  - Bão Éowyn đổ bộ vào Ireland và Vương quốc Anh. Tốc độ gió cao kỷ lục 183 km/h (114 dặm/h) được ghi nhận ở Ireland, hơn một triệu ngôi nhà bị mất điện.[33][34][35]
  - Một loạt các cuộc tẩy chay diễn ra ở các nước Đông Nam Âu đối với một số cửa hàng bán lẻ trong khu vực đó, nhằm đáp trả việc giá thực phẩm tăng cao và cáo buộc thao túng giá.[36]
- 26 tháng 1: Cuộc bầu cử tổng thống Belarus năm 2025 được tổ chức,[37] Alexander Lukashenko tái đắc cử chức vụ tổng thống.[38]
- 27 tháng 1: Cổ phiếu công nghệ toàn cầu bên ngoài Trung Quốc giảm mạnh sau khi DeepSeek phát hành chatbot, một đối thủ cạnh tranh của ChatGPT của OpenAI tại Trung Quốc. Gã khổng lồ chip Nvidia mất gần 600 tỷ đô la giá trị vốn hóa, mức giảm lớn nhất đối với một công ty trong lịch sử thị trường chứng khoán Hoa Kỳ.[39][40]
- 29 tháng 1:
  - Va chạm trên không tại sông Potomac: Một chiếc trực thăng Black Hawk của Quân đội Hoa Kỳ chở ba người đã va chạm với một chiếc Bombardier CRJ700 do Hãng hàng không PSA vận hành chở 64 người tại Washington DC, Hoa Kỳ. Không có ai sống sót.[41][42]
  - Ahmed al-Sharaa được bầu làm làm tổng thống Syria, sau một tháng khoảng trống quyền lực từ khi chế độ Assad sụp đổ.[43]

### Tháng 2
- 9 tháng 2:
  - Cuộc tổng tuyển cử Ecuador năm 2025 được tổ chức.
  - Cuộc tổng tuyển cử Liechtenstein năm 2025 được tổ chức.
- 10 tháng 2: Một chiếc xe buýt rơi khỏi cầu bắc qua sông Las Vacas ở thành phố Guatemala, Guatemala, khiến ít nhất 55 người thiệt mạng và 9 người khác bị thương nặng.[44]
- 12 tháng 2 – 1 tháng 3: Cúp bóng đá U-20 châu Á 2025 tổ chức tại Trung Quốc, đội tuyển bóng đá U-20 quốc gia Úc đã giành chức vô địch giải đấu.

- 12 tháng 2:
  - Konstantinos Tasoulas được Quốc hội Hy Lạp bầu làm Tổng thống Hy Lạp sau bốn vòng bầu cử tổng thống Hy Lạp năm 2025.[45]
  - Klaus Iohannis từ chức Tổng thống Romania, trở thành tổng thống Romania đầu tiên làm việc này sau cách mạng România.[46]
- 15 tháng 2: Mahamoud Ali Youssouf được bầu làm chủ tịch Ủy ban Liên minh Châu Phi.[47]
- 17 tháng 2: Một loạt các cuộc biểu tình nổ ra ở Indonesia sau khi ban hành luật tăng cường sự tham gia của quân đội vào chính phủ.[48]
- 18 tháng 2:
  - Sau một cuộc cải cách hiến pháp, Nicaragua trở thành một quốc gia theo chế độ lưỡng đầu chế với vợ chồng Daniel Ortega và Rosario Murillo là đồng tổng thống.[49][50]
  - Vladimir Putin tuyên bố rằng Nga và Hoa Kỳ đã chính thức đồng ý khôi phục quan hệ ngoại giao.[51] Một hội nghị thượng đỉnh kéo dài bốn giờ giữa Hoa Kỳ và Nga được tổ chức tại Ả Rập Saudi.
  - Ai Cập thông báo lăng mộ của Thutmose II được phát hiện bởi một nhóm nghiên cứu chung Anh-Ai Cập, đây là lăng mộ hoàng gia đầu tiên được phát hiện kể từ lăng mộ của Tutankhamun vào năm 1922. Đây là lăng mộ pharaoh thứ 15 và cũng là lăng mộ cuối cùng của Vương triều thứ Mười tám của Ai Cập được các nhà khảo cổ học tìm thấy.[52][53]
- 19 tháng 2: Croatia hoàn tất quá trình gia nhập Khu vực kinh tế châu Âu.[54]
- 25 tháng 2: Một chiếc Antonov An-26 của Không quân Sudan bị rơi tại một khu dân cư, gần Căn cứ Không quân Wadi Seidna. Tất cả 17 người trên máy bay và 29 người dưới mặt đất đều thiệt mạng.[55]
- 28 tháng 2: Cuộc gặp giữa Tổng thống Hoa Kỳ Donald Trump và Tổng thống Ukraine Volodymyr Zelenskyy diễn ra tại Nhà Trắng. Trump và Phó Tổng thống JD Vance chỉ trích gay gắt Zelenskyy, đặt ra câu hỏi về việc hỗ trợ Ukraine, đề xuất chấm dứt chiến tranh và tương lai của đất nước nói chung.[56]

### Tháng 3
- 8 – 17 tháng 3: Thế vận hội Mùa đông Thế giới Đặc biệt năm 2025 tổ chức tại Torino, Ý.[57]
- 9 tháng 3: Thiên Thiên, công dân nước Cộng hòa Nhân dân Trung Hoa đầu tiên của thế kỷ 21 đột ngột qua đời ở tuổi 25.[58]
- 11 tháng 3: Cựu Tổng thống thứ 16 của Philippines Rodrigo Duterte bị Cảnh sát Quốc gia Philippines và Interpol bắt giữ sau khi có quyết định truy nã từ Tòa án Hình sự Quốc tế với cáo buộc tội chống lại loài người.[59]
- 22 tháng 3: Giờ Trái Đất 2025.
- 28 tháng 3: Trận động đất mạnh 7,7–7,9 Mw xảy ra ở Myanmar, khiến ít nhất 3.700 người thiệt mạng và 4.600 người bị thương, thiệt hại xảy ra ở tận Bangkok, Thái Lan.[60][61]
- 31 tháng 3: Đồng tiền guilder Caribe sẽ thay thế đồng guilder Antilles Hà Lan làm đơn vị tiền tệ cho Curaçao và Sint Maarten.[62]

### Tháng 4
- 1 tháng 4: Fram2, được phóng trên tàu vũ trụ SpaceX Falcon 9. Đây cũng là lần đầu tiên một chuyến bay vũ trụ có người lái đi qua đúng trục vuông góc với đường xích đạo Trái Đất, với độ nghiêng quỹ đạo 90 độ.[63][64]
- 3 tháng 4 – 20 tháng 4: Cúp bóng đá U-17 châu Á 2025 tổ chức tại Ả Rập Xê Út, đội tuyển bóng đá U-17 quốc gia Uzbekistan đã giành chức vô địch giải đấu.

### Tháng 5
- 1 – 11 tháng 5: Giải vô địch bóng đá bãi biển thế giới 2025 tổ chức tại Seychelles, đội tuyển bóng đá bãi biển quốc gia Brasil đã giành chức vô địch giải đấu.
- 7 tháng 5: Ấn Độ đã tiến hành các cuộc tấn công bằng tên lửa vào Pakistan và Jammu và Kashmir do Pakistan quản lý.[65]
- 8 tháng 5: Giáo hoàng Lêô XIV chính thức là Giáo hoàng thứ 267 của Giáo hội Công giáo Roma.[66][67]
- 13 – 17: Eurovision Song Contest 2025 tổ chức tại Basel, Thụy Sĩ. Thí sinh JJ từ Áo với bài hát "Wasted Love" giành chiến thắng.[68]
- 26 tháng 5: Một ôtô lao vào đám đông người hâm mộ ăn mừng câu lạc bộ bóng đá Liverpool vô địch Giải bóng đá Ngoại hạng Anh 2024–25 khiến gần 50 người bị thương.[69]
- 28 tháng 5: Xung đột biên giới Campuchia – Thái Lan 2025
- 31 tháng 5:
  - Chung kết Hoa hậu Thế giới 2025 tổ chức tại Ấn Độ, Suchata Chuangsri đã giành chiến thắng trong cuộc thi này.[70]
  - Xảy ra bạo loạn tại Pháp trong buổi ăn mừng câu lạc bộ bóng đá Paris Saint-Germain vô địch UEFA Champions League 2024–25 khiến 2 người chết, gần 200 người bị thương.[71]

### Tháng 6
- 3 tháng 6: Lee Jae-myung được bầu làm Tổng thống thứ 14 của Hàn Quốc.[72]
- 12 tháng 6: Chuyến bay 171 của Air India gặp tai nạn, khiến ít nhất 269 người thiệt mạng, bao gồm 241 người trên chuyến bay và 28 người khác trên mặt đất.[73]
- 14 tháng 6 – 13 tháng 7: Giải vô địch bóng đá thế giới các câu lạc bộ 2025 tổ chức tại Hoa Kỳ, câu lạc bộ bóng đá Chelsea đã giành chức vô địch giải đấu.
- 27 tháng 6: Chung kết Hoa hậu Siêu quốc gia 2025 tổ chức tại Ba Lan, Eduarda Braum đã giành chiến thắng trong cuộc thi này.
- 28 tháng 6: Chung kết Nam vương Siêu quốc gia 2025 tổ chức tại Ba Lan, Swann Lavigne đã giành chiến thắng trong cuộc thi này.

### Tháng 7
- 2 – 27 tháng 7:  Giải vô địch bóng đá nữ châu Âu 2025 tổ chức tại Thụy Sĩ, đội tuyển bóng đá nữ quốc gia Anh đã giành chức vô địch giải đấu.
- 8 tháng 7 – 24 tháng 8: Esports World Cup 2025 tổ chức tại Riyadh, Ả Rập Xê Út.
- 15 – 29 tháng 7: Giải vô địch bóng đá U-23 ASEAN 2025 tổ chức tại Indonesia, đội tuyển bóng đá U-23 quốc gia Việt Nam đã giành chức vô địch giải đấu.
- 17 tháng 7: Les' Copaque Production và Streamline Studios phát hành trò chơi điện tử phiêu lưu Upin & Ipin Universe, dựa trên loạt phim truyền hình Upin & Ipin.
- 18 tháng 7: Bandai Namco Studios/Entertainment phát hành trò chơi điện tử hành động phiêu lưu Shadow Labyrinth, phần nối tiếp câu chuyện của tập phim Circle từ loạt phim tuyển tập Secret Level.
- 19 tháng 7: 
  - Nguyễn Xuân Phúc, Võ Văn Thưởng, Vương Đình Huệ bị cách toàn bộ chức vụ trong Đảng.[74]Anh
  - Tàu Vịnh Xanh 58 bị lật ở Vịnh Hạ Long, Quảng Ninh, Việt Nam do giông lốc khiến 39 người thiệt mạng và 10 người sống sót.
- 24 tháng 7:
  - Chuyến bay 2311 của Angara Airlines: Toàn bộ 42 hành khách và 6 thành viên phi hành đoàn thiệt mạng.[75][76][77]
  - Xung đột quân sự ở biên giới bắt đầu diễn ra giữa quân đội Campuchia và Thái Lan.[78][79]

### Tháng 8
- 6 – 19 tháng 8: Giải vô địch bóng đá nữ ASEAN 2025 tổ chức tại Việt Nam, đội tuyển bóng đá nữ quốc gia Úc đã giành chức vô địch giải đấu.

## Sự kiện dự kiến và đã lên kế hoạch
- 27 tháng 9 – 19 tháng 10: Giải vô địch bóng đá U-20 thế giới 2025 tổ chức tại Chile.
- 20 tháng 9: Chung kết Hoa hậu Chuyển giới Quốc tế 2025 tổ chức tại Thái Lan.
- 28 tháng 9: Cuộc bầu cử liên bang Đức năm 2025 dự kiến sẽ được tổ chức tuy nhiên có thể sẽ được dời đến ngày 23 tháng 2 do cuộc khủng hoảng chính phủ vào năm 2024.
- 17 tháng 10 – 8 tháng 11: Giải vô địch bóng đá nữ U-17 thế giới 2025 tổ chức tại Maroc
- 18 tháng 10: Chung kết Hoa hậu Hoà bình Quốc tế 2025 tổ chức tại Thái Lan.
- 1 – 18 tháng 11: Cúp bóng đá các quốc gia Ả Rập 2025 tổ chức tại Qatar.
- 5 – 27 tháng 11: Giải vô địch bóng đá U-17 thế giới 2025 tổ chức tại Qatar.
- 21 tháng 11 – 7 tháng 12: Giải vô địch bóng đá trong nhà nữ thế giới 2025 tổ chức tại Philippines.
- 27 tháng 11: Chung kết Hoa hậu Quốc tế 2025 tổ chức tại Nhật Bản.
- 9 tháng 12 – 20 tháng 12: Đại hội Thể thao Đông Nam Á 2025 tổ chức tại Băng Cốc, Thái Lan.
- 21 tháng 12: Chung kết Hoa hậu Hoàn vũ 2025 tổ chức tại Thái Lan.

### Ngày chưa rõ
- Chung kết Hoa hậu Hoàn vũ Quốc tế 2025 tổ chức tại Việt Nam.

## Mất

### Tháng 1

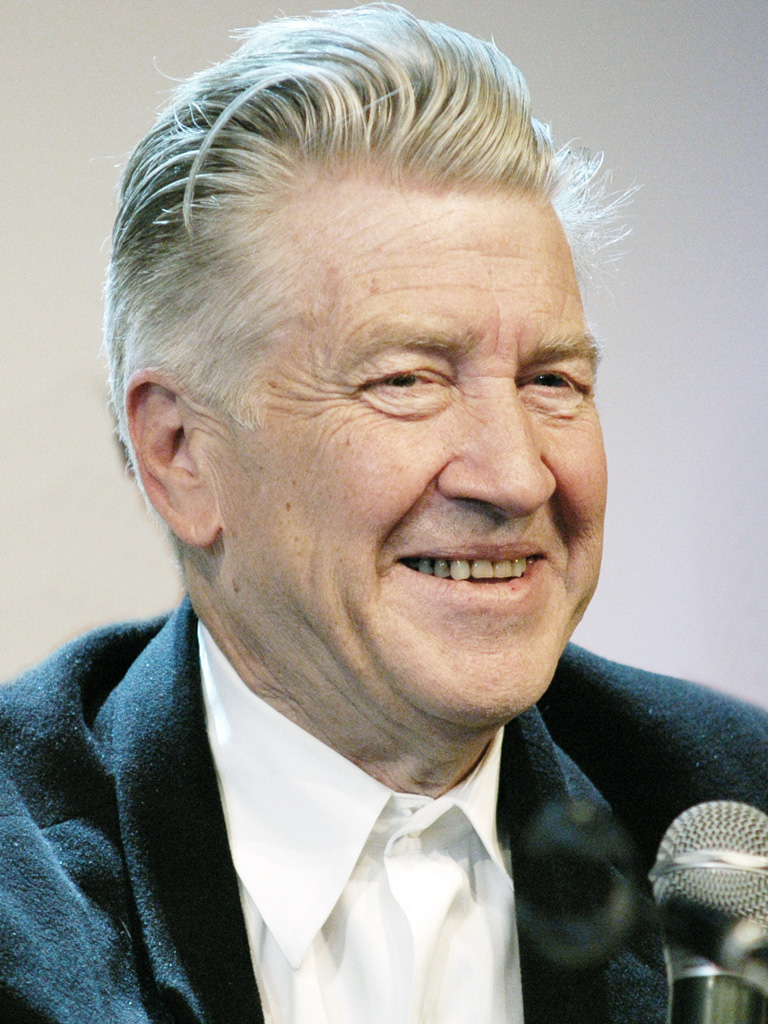
David Lynch

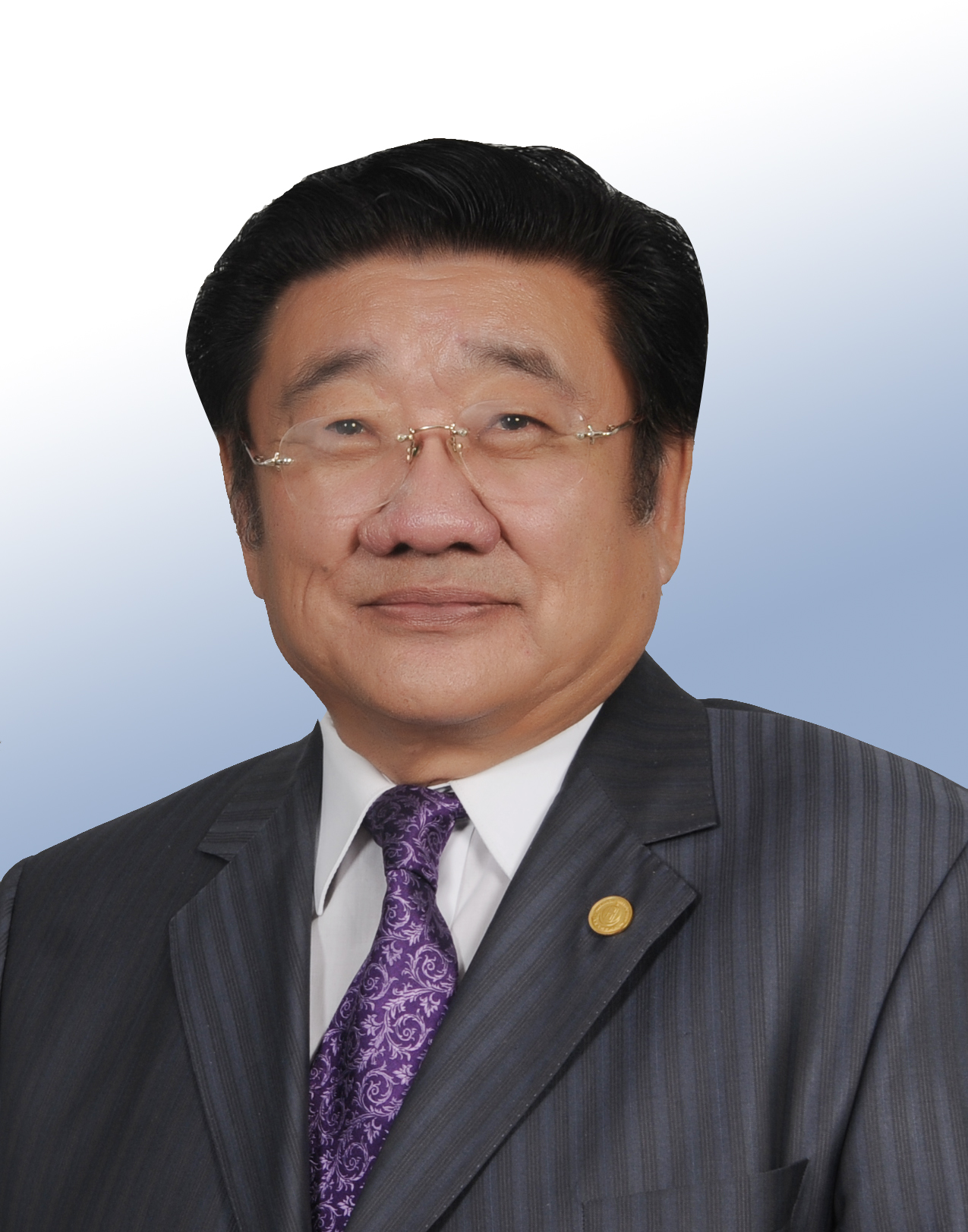
Punsalmaagiin Ochirbat

- 2 tháng 1: Lê Đăng Dần, đảng viên Đảng Cộng sản Việt Nam, nguyên Phó chủ nhiệm Chính trị Quân khu 4 (s. 1927)[80]
- 3 tháng 1: Tiêu Lang (Nguyễn Văn Lộc), nghệ sĩ cải lương người Việt Nam, thân phụ của nghệ sĩ nhân dân Như Quỳnh (s. 1929)[81]
- 5 tháng 1: Costas Simitis, Thủ tướng Hy Lạp (s. 1936)
- 7 tháng 1: Lee Hee-chul, nhân vật truyền hình người Hàn Quốc (s. 1985)[82]
- 8 tháng 1: Yoo Ho-han, diễn viên lồng tiếng người Hàn Quốc (s. 1972)[82]
- 11 tháng 1: Mai Đức Toại, Đại tá, Anh hùng Lực lượng Vũ trang nhân dân Việt Nam (s. 1931)[83]
- 15 tháng 1: David Lynch, Đạo diễn người Mỹ (s. 1946)
- 17 tháng 1: 
  - Denis Law, Cầu thủ bóng đá người Scotland (s. 1940)
  - Punsalmaagiin Ochirbat, Tổng thống đầu tiên của Mông Cổ (s. 1942)
  - Didier Guillaume, Thủ tướng thứ 25 của Monaco (s. 1959)
- 19 tháng 1: Thúy Hà, Nghệ sĩ ưu tú, ca sĩ hát dòng nhạc Opera người Việt Nam (s. 1949)
- 24 tháng 1: Nguyễn Quốc Triệu, Nguyên Bộ trưởng Y tế Việt Nam (s. 1951)

### Tháng 2

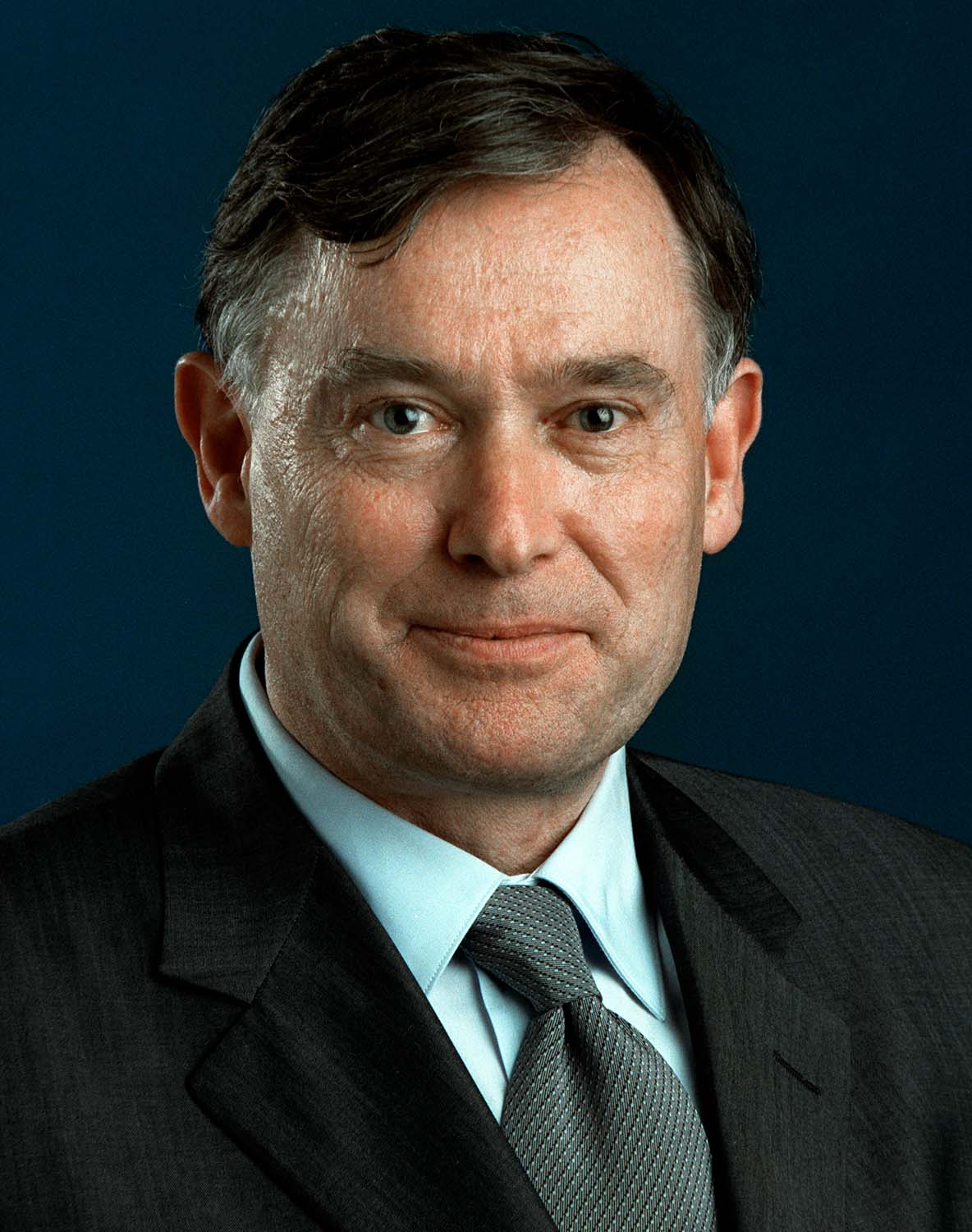
Horst Köhler

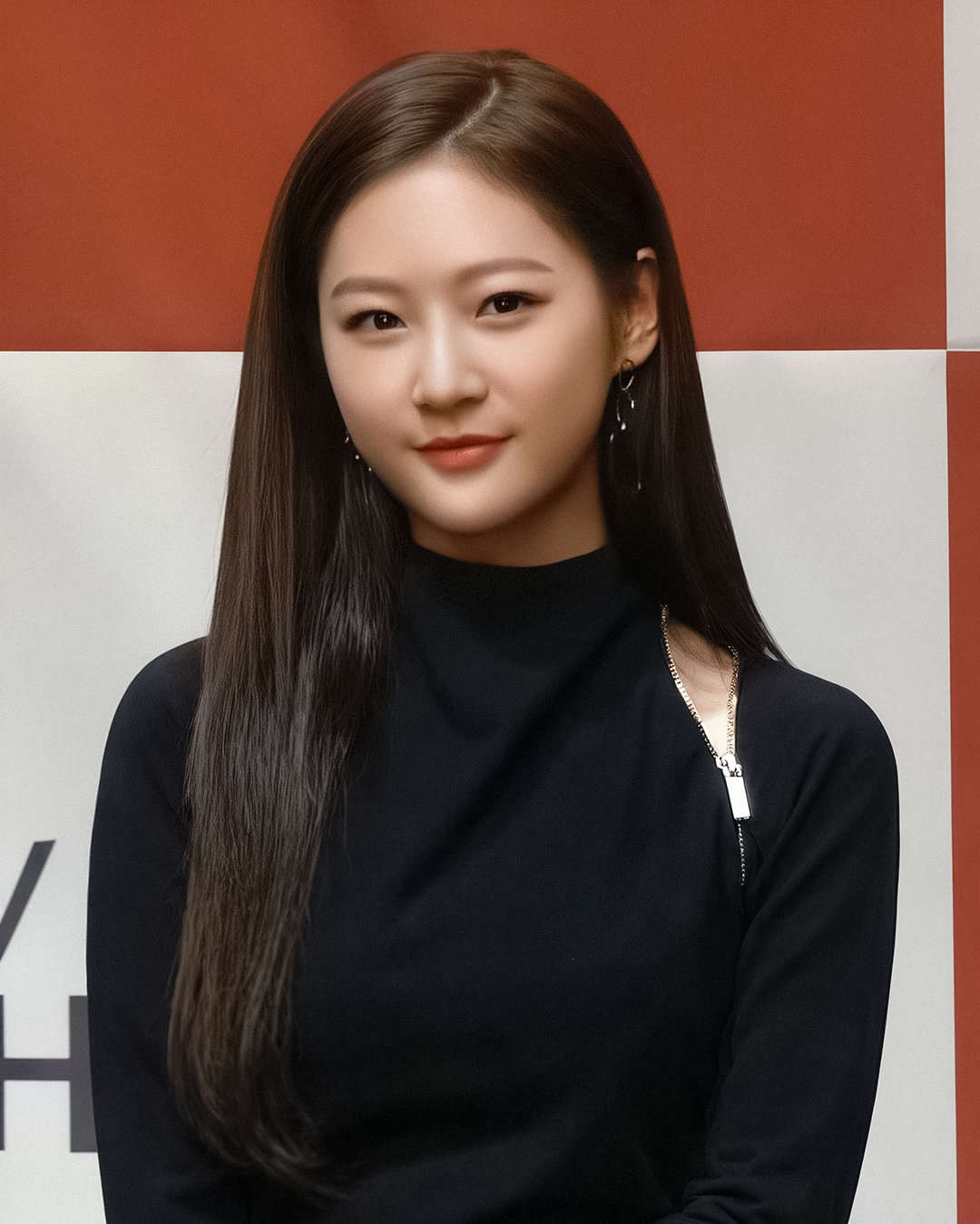
Kim Sae-ron

- 1 tháng 2: Horst Köhler, Tổng thống thứ 9 của Đức (s. 1943)
- 2 tháng 2: Từ Hy Viên, nữ diễn viên người Đài Loan (s. 1976)
- 16 tháng 2: Kim Sae-ron, nữ diễn viên người Hàn Quốc (s. 2000)
- 23 tháng 2: Thanin Kraivichien, Thủ tướng Thái Lan (s. 1927)

### Tháng 3
- 6 tháng 3: Quý Bình, nam diễn viên người Việt Nam (s. 1983)
- 9 tháng 3: Thiên Thiên, công dân nước Cộng hòa Nhân dân Trung Hoa đầu tiên của thế kỷ 21 (s. 2000)[58]

### Tháng 4

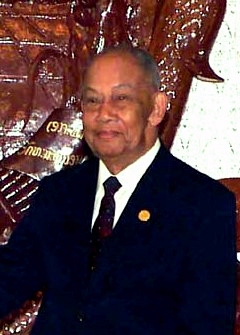
Khamtay Siphandone

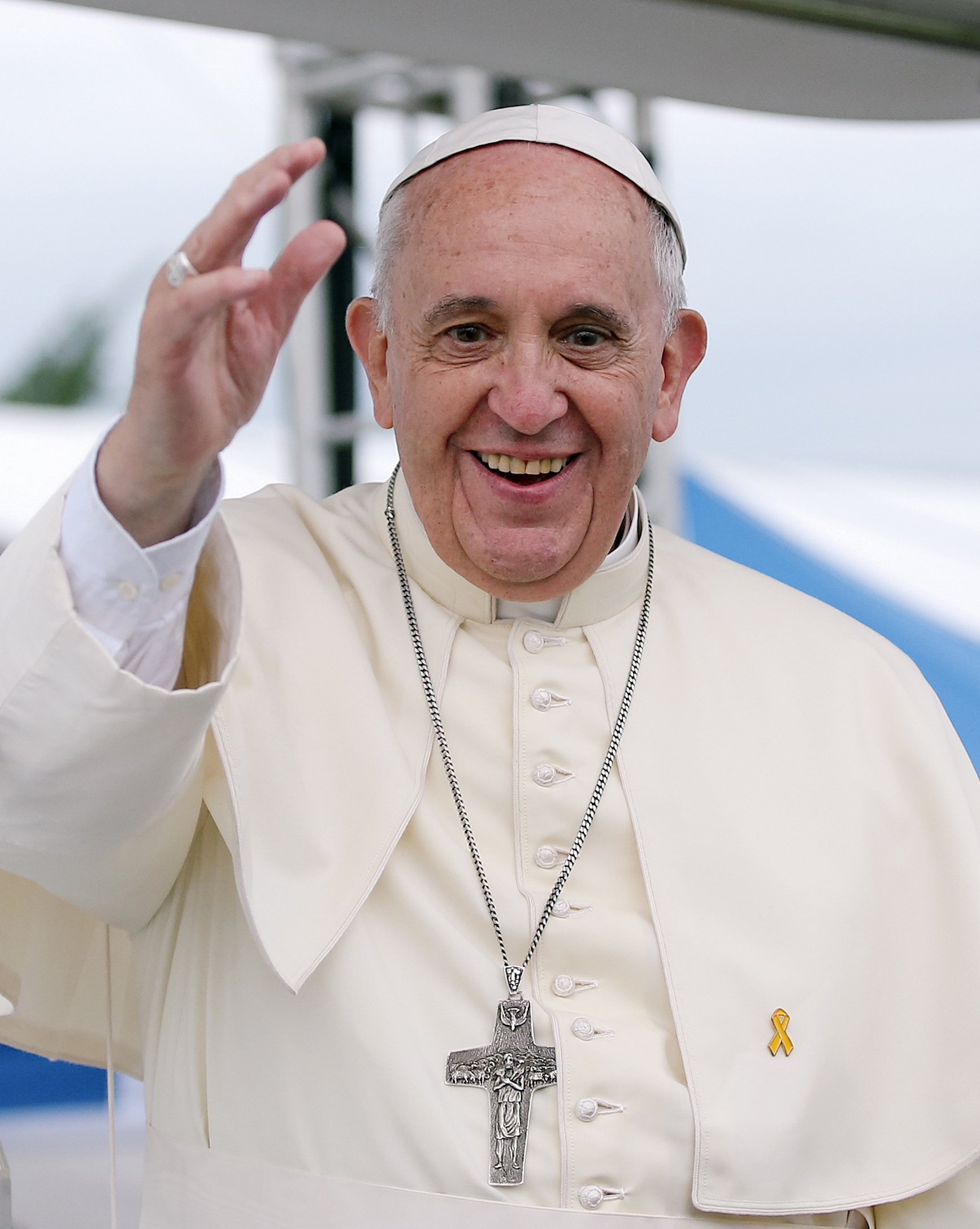
Giáo hoàng Phanxicô

- 3 tháng 4: Khamtay Siphandone, nguyên Chủ tịch Đảng Nhân dân cách mạng Lào, nguyên Chủ tịch nước Lào (s. 1924)
- 21 tháng 4: Giáo hoàng Phanxicô (Jorge Mario Bergoglio), Giáo hoàng thứ 266 (s. 1936)

### Tháng 5

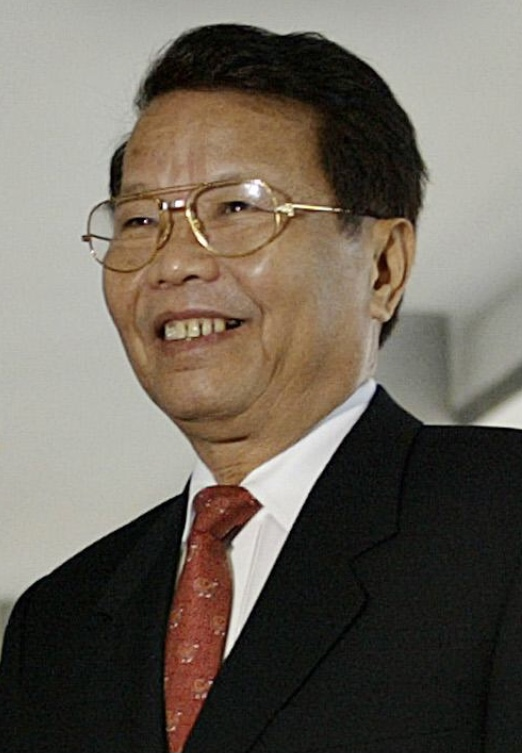
Trần Đức Lương

- 20 tháng 5: Trần Đức Lương, nguyên Chủ tịch nước Cộng hòa xã hội chủ nghĩa Việt Nam (s. 1937)

### Tháng 7

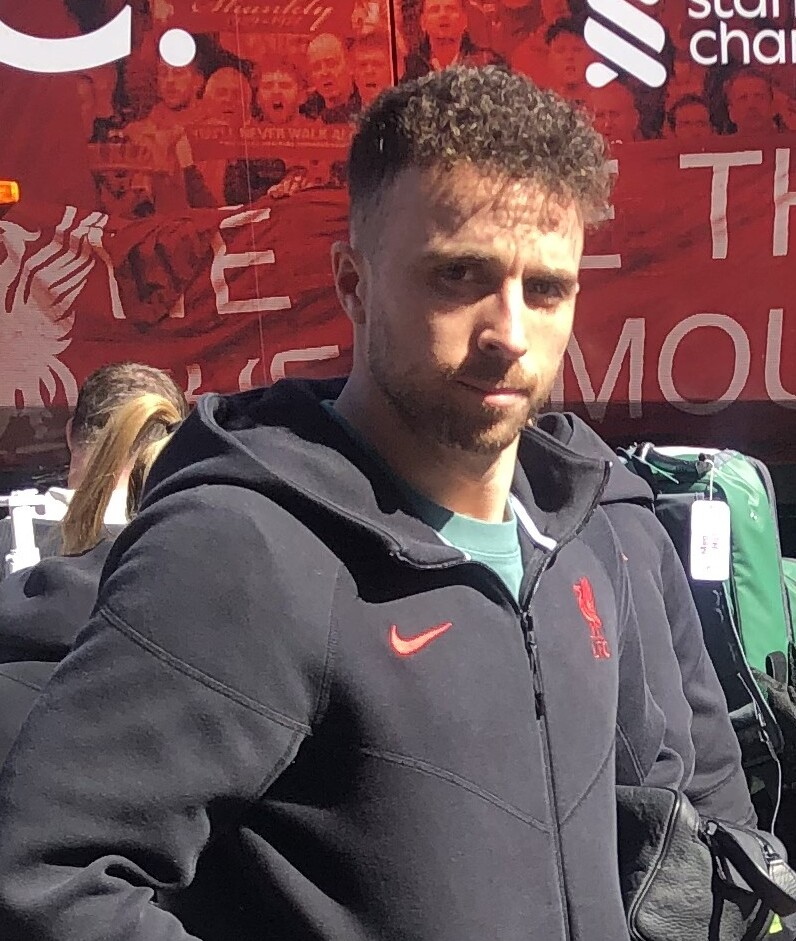
Diogo Jota

- 3 tháng 7: Diogo Jota, cầu thủ bóng đá người Bồ Đào Nha (s. 1996)